# Anton Johann Nepomuk Ulbrich
Anton Johann Nepomuk Ulbrich (* 14. August 1754 in Wien; † 5. Mai 1830 ebenda) war ein österreichischer Musiker.
Anton Ulbrich, Sohn des Musikers Anton Ignaz Ulbrich (ca. 1706–1796), war von 1793 bis zu seinem Tode als Posaunist Mitglied der Hofmusikkapelle in Wien.
Sein Bruder Maximilian Ulbrich (1743–1814) war als Komponist tätig.